# Calocalanus monospinus
Calocalanus monospinus is een eenoogkreeftjessoort uit de familie van de Paracalanidae. De wetenschappelijke naam van de soort is voor het eerst geldig gepubliceerd in 1974 door Chen & Shen.